# John Sanny Åslund
John Sanny Åslund (Torsby, 29 d'agost de 1952) és un exfutbolista suec de la dècada de 1970 i posteriorment entrenador.

## Trajectòria
Començà la seva trajectòria professional l'any 1971 al Degerfors IF, passant dos anys més tard a l'AIK Fotboll. El 1974 fou fitxat pel RCD Espanyol, essent traspassat la temporada següent al Werder Bremen alemany. Una temporada més tard retornà a l'AIK on romangué entre 1976 i 1978. Els anys 1979 i 1980 passà una breu estada al Malmö FF, acabant novament la seva carrera a l'AIK.
Fou cinc cops internacional amb Suècia i participà en el Mundial de 1978.
Un cop retirat fou entrenador d'equips com l'AIK o l'IFK Norrköping. És pare del també futbolista Martin Åslund.